# لي إل. بوكانان
لي إل. بوكانان (بالإنجليزية: Lee L. Buchanan)‏ هو عالم حشرات أمريكي، ولد في 1893، وتوفي في 1958.